# 俄罗斯新闻社

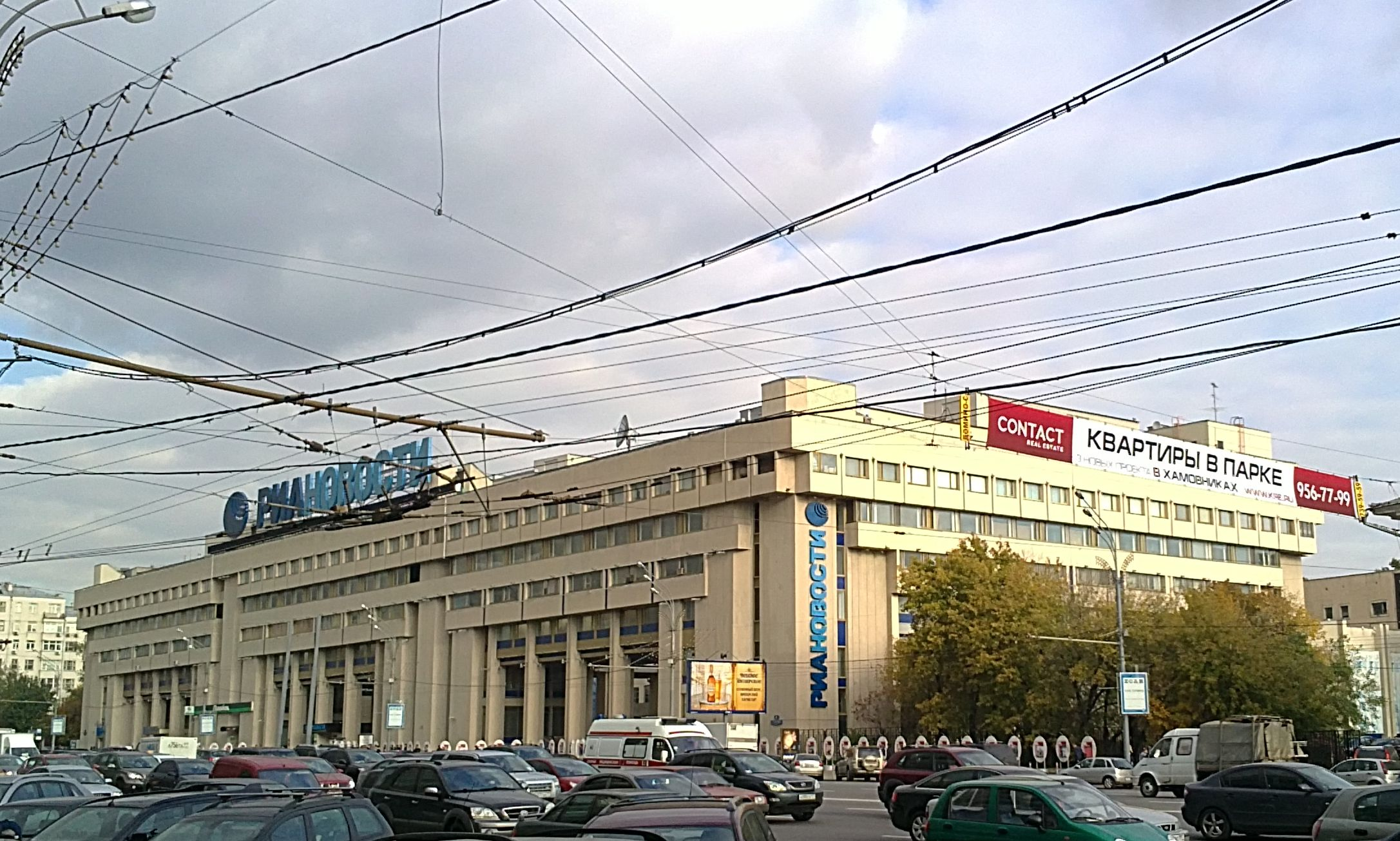
俄新社總部

俄罗斯新闻社（羅馬化：Rossiyskoe agentstvo mezhdunarodnykh novostey），全称俄罗斯国际新闻通讯社，简称俄新社（羅馬化：RIA Novosti），曾為俄罗斯的國家通讯社，总部设在俄罗斯莫斯科市。2004年4月正式注册为俄罗斯联邦国有企业。2014年4月1日因結構改組緣故，正式廢除公司法人，同年11月10日與俄羅斯之聲合併成為今日俄羅斯，並由後者旗下之衛星通訊社接手一切國際新聞事宜。

## 历史
俄新社的前身是创建于1941年6月24日、直属苏联人民委员会和苏联共产党中央委员会的苏联新闻局，当时主要的任务是给广播、报纸和杂志编制前线状况、后方工作和游击队活动的综合报告。1944年苏联新闻社建立了专门负责向其他国家进行宣传工作的部门，通过在23个国家的1171家报纸、523家杂志和18个广播电台、苏联驻外使馆、友谊团体、工会、妇女团体、青年组织和科研机构向全世界介绍苏联人民反法西斯斗争的情况，而在战后向读者和听众介绍苏联对内和对外政策。
1961年，在苏联新闻社基础上创建了“新闻出版社”（Novosti Press Agency，APN；中文又名：苏联新闻社）。新闻出版社的主要目的是向海外传播关于苏联的正面信息、向苏联人民介绍国外人民生活和促进国际间的相互理解、信任和友谊发展。
新闻出版社的座右铭是“为全球福祉与人民友谊服务”。新闻出版社在世界上120多个国家拥有自己的代表处。出版社发行45种语言的60种彩色印刷的报纸和杂志，一次发行量达四百三十万份。1989年新闻出版社创办了电视中心，而后该中心改组为现在的“TV新闻”电视广播公司。
1990年7月27日，根据苏联总统戈尔巴乔夫《关于建立新闻通讯社》的总统令，在新闻出版社基础上创建了新闻通讯社。1993年，俄罗斯新闻社成为了国家的信息分析机构。俄罗斯新闻社的信息出版物主要特点是实时性强、客观、准确和拥有不受政治局势影响的独立观点。
1991年9月，创建了俄罗斯新闻通讯社。2004年4月，俄罗斯新闻通讯社正式注册为联邦国有企业，其全称为俄罗斯国际新闻通讯社（简称俄罗斯新闻社或俄新社，英文简称为RIA Novosti）。
俄新社拥有广泛的通讯网络，在俄罗斯境内、独联体和世界上40多个国家设有代表处。俄新社拥有全俄规模最大的图片资源部，能够组织海外记者来俄罗斯进行采访活动、在海外举办专题介绍等其他媒体活动，并且对海外新闻媒体发布的信息进行分析。
俄新社的技术力量能够提供ISDN信息技术服务、在互联网上直播新闻发布会、组织专题的圆桌会议和其他非正式的活动。
俄新社的客户包括：俄罗斯政府、总统办公厅、联邦委员会、国家杜马、政府部门、各俄联邦主体行政机关、俄罗斯国内外的实业界、各国驻外机构和社会团体等。
2013年12月9日，俄羅斯總統普京簽署總統令，廢除俄新社與俄羅斯之聲，将两家机构合并成一家新的国有媒体机构今日俄罗斯（Россия сегодня）。2014年4月1日正式廢除公司法人。

## 历届社长

### 苏联新闻社（1941-1961）
- 亚历山大·谢尔巴科夫（1941年至1945年）
- 所罗门·罗索夫斯基（1945年至1947年）
- 鲍里斯·波诺马廖夫（1947年至1961年）

### 新闻出版社（1961-1990）
- 鲍里斯·布尔科夫（Boris Burkov, 1961年至1970年）
- 伊万·乌达利措夫（Ivan Udaltsov, 1970年至1975年）
- 列夫·托尔库诺夫（Lev Tolkunov, 1975年至1983年）
- 帕维尔·瑙莫夫（Pavel Naumov, 1983年至1986年）
- 瓦连京·法林（Valentin Falin, 1986年至1988年）
- 阿尔伯特·弗拉索夫（Albert Vlasov, 1988年至1990年）

### “新闻”通讯社（1990-1991）
- 阿尔伯特·弗拉索夫（Albert Vlasov, 1990年至1991年）

### 俄罗斯新闻社（1991-1998）
- 安德烈·维诺格拉多夫（Andrei Vinogradov, 1991年至1992年）
- 迈萨拉特·马哈拉泽（Maisarat Makharadze, 1992年至1993年）
- 弗拉基米尔·马尔科夫（Vladimir Markov, 1993年至1998年）

### 俄罗斯新闻社（1998-2004）
- 爱德华·金吉列耶夫（Eduard Gindileyev, 1998年）
- 阿列克谢·沃林（Alexei Volin, 1998年至2000年）
- 阿列克谢·日达科夫（Alexei Zhidakov, 2000年）
- 弗拉基米尔·库利斯季科夫（Vladimir Kulistikov, 2000年至2001年）
- 阿列克谢·日达科夫（Alexei Zhidakov, 2001年至2003年）
- 斯维特兰娜·米罗纽科（Svetlana Mironyuk, 2003年至2004年）

### 俄罗斯国际新闻通讯社（2004－2013）
- 斯维特兰娜·米罗纽科（Svetlana Mironyuk，2004年4月至2013年12月）

## 中文网站
俄罗斯新闻社中文网站于2006年3月21日俄罗斯总统普京访华期间和俄中两国重大活动“中国俄罗斯年”启动之际正式开放，是俄罗斯媒体界首家中文俄罗斯电子媒体。俄新网使用中国国家域名代码cn而非ru，是因目标受众為中国国内的互联网用户，在俄新网上发布的消息受中国国内法律的规管。
俄新网主要的支持单位与合作伙伴有俄罗斯联邦总统办公厅、俄罗斯联邦政府、俄罗斯联邦外交部、俄罗斯联邦文化部、俄罗斯联邦新闻出版与传媒署等俄罗斯国家中央机构，俄罗斯各级联邦主体政府、俄罗斯驻华大使馆以及中华人民共和国国务院新闻办公室、中国驻俄罗斯大使馆、人民日报社、新华社等等。